# Franz von Weyrother
Franz von Weyrother (1755 - 16 tháng 2 năm 1806) là một viên tướng người Áo tham chiến trong cuộc Chiến tranh Cách mạng Pháp và Chiến tranh Napoléon. Ông là Tham mưu trưởng của quân đồng minh Nga-Áo trong cuộc chiến tranh Liên minh thứ hai và là người lập ra kế hoạch tác chiến sai lầm dẫn đến thảm bại của liên quân Nga-Áo trong trận Austerlitz.

## Tuổi trẻ
Franz von Weyrother sinh năm 1755 tại kinh đô Viên của Áo và là con trai của viên tướng kị binh Adam von Weyrother. Sau khi kết thúc khóa học ở một học viện công binh, năm 1775 Franz phục vụ trong Trung đoàn bộ binh số 22 của Franz Moritz von Lacy với tư cách là một sĩ quan thực tập. Hai năm sau ông được thăng lên hàm trung úy. Từ tháng 8 năm 1778 đến năm 1783 ông được bổ nhiệm làm sĩ quan phụ tá cho tướng to Wenzel Colloredo.
Weyrother tham chiến trong Chiến tranh Áo-Thổ (1787-1791) dưới trướng của Thống chế Maximilian Ulysses Browne và được thăng lên hàm Đại úy. Trong giai đoạn đầu của cuộc chiến tranh chống nước Cộng hòa Pháp của Liên minh Thứ nhất (1792-1797), Weyrother tham chiến ở Mainz. Năm 1795 ông được phong hàm Thiếu tá và bị thương khi chiến đấu ở Weisenau. Sau khi bình phục ông được điều tới Binh đoàn sông Rhine dưới trướng của Đại Công tước Karl. Cùng năm đó ông được phong tặng Huân chương Maria Theresia.

## Các chiến dịch tại Ý và Bayern
Vào tháng 9 năm 1796, Weyrother được điều động sang miền Bắc Ý, nơi ông tham chiến trong Trận Bassano dưới trướng Thống chế Dagobert Sigmund von Wurmser. Sau đó ông phục vụ trong Bộ tham mưu của Quân giới (Feldzeugmeister) Alvinczi József và tham gia vạch kế hoạch cho một chiến dịch của quân Liên minh - chiến dịch này kết thúc bởi một thất bại sát nút trước quân Pháp của Napoléon Bonaparte trong Trận Arcola. Weyrother cũng lập kế hoạch cho Trận Rivoli với nội dung là triển khai ba đòn tấn công riêng rẽ nhau và huy động một cách thiếu thực tế một đội quân ở cánh đi xuyên qua vùng địa hình rừng núi Bắc Ý trong tháng Giêng. Kế hoạch nhiều sơ hở này đã biến Rivoli thành một tai họa lớn của quân Áo và nó đã dẫn tới sự đầu hàng của pháo đài Mantua vào năm 1797.
Trong suốt năm 1799, Weyrother phục vụ dưới chức vụ Tham mưu trưởng cho Quân giới Kray Pál và ông thể hiện được tài năng của mình trong các trận Legnago (26 tháng 3), Magnano (5 tháng 4) và Novi (15 tháng 8). Ông cũng vạch kế hoạch cho cuộc hành binh vượt đèo Gotthard của Đại Nguyên soái Aleksandr Vasilyevich Suvorov. Nhờ công lao này, ông được thăng lên hàm Đại tá (Oberst) và được bổ nhiệm làm chỉ huy Trung đoàn bộ binh Schröder số 7. Vào mùa thu năm 1800, Hoàng đế Franz II bổ nhiệm ông làm Tham mưu trưởng cho Đại Công tước Johann của Áo, Tư lệnh mới của Tập đoàn quân Bayern. Vì tin rằng quân Pháp của tướng Jean Victor Marie Moreau đang thoái lui trong thế bại trận, Weyrother gấp rút tổ chức một cuộc truy kích với bốn binh đoàn Áo hành quân qua các cánh rừng rậm rạp mà không có sự hỗ trợ lẫn nhau nào. Cuộc truy kích vội vã và thiếu tổ chức đó kết thúc bằng một tai họa ở Hohenlinden khi Moreau bí mật tổ chức mai phục và đập nát cánh trái của quân Áo, bắt sống gần 9000 tù binh. Thảm họa Hohenlinden cùng với thất bại lớn ở Marengo đã chính thức khép lại cuộc chiến tranh Liên minh thứ hai với thắng lợi mỹ mãn thuộc về nước Pháp.

## Chiến tranh Napoléon
Khi chiến tranh Liên minh thứ ba bùng nổ, Weyrother được thăng lên hàm Thiếu tướng và, theo đề nghị của Đại tướng Nga Mikhail Illarionovich Kutuzov ông được bổ nhiệm làm Tổng tham mưu trưởng của quân đồng minh Nga-Áo. Tuy nhiên, sự nghiệp Tổng tham mưu trưởng của Weyrother kết thúc trong cay đắng: ông chính là người chịu trách nhiệm vạch ra kế hoạch quân đồng minh trong trận Austerlitz và chính kế hoạch này đã đem cho liên quân Nga-Áo một thất bại thê lương. Tuy rằng Kutuzov đã có đối kháng kế hoạch của ông, Hoàng đế nước Nga là Aleksandr I đặt lòng tin vào ông chứ chẳng tín nhiệm Kutuzov gì hết. Hai tháng rưỡi sau thảm họa Austerlitz, Weyrother mất ở Viên, hưởng thọ 51 tuổi.